# Buddy's Garage
Pour plus de détails, voir Fiche technique et Distribution.
Buddy's Garage est un dessin animé américain réalisé par Earl Duvall, produit par la Warner Bros. Pictures, dans la série des Buddy (Looney Tunes), sorti en 1934.
Il a été réalisé par Earl Duvall et produit par Leon Schlesinger est crédité comme producteur associé.

## Fiche technique
- Titre original : Buddy's Garage
- Réalisation : Earl Duvall et Jack King (non crédité)
- Producteurs : Leon Schlesinger
- Musique : Norman Spencer
- Production : Leon Schlesinger Studios
- Distribution : Warner Bros. Pictures
- Format : noir et blanc - mono
- Langue : anglais
- Pays : États-Unis
- Genre : Animation et comédie
- Durée : 7 minutes
- Date de sortie : USA : 14 avril 1934
- Licence : Domaine public[1]